# 迪亚纳大区
迪亚纳大区是馬達加斯加的23個大区之一，位於該國北部，東毗萨瓦大区，南接苏菲亚大区，西面和北面是莫桑比克海峽，首府是安齊拉納納，下分5縣，面積19,266平方公里，2004年人口約485,800。

## 外部連結
Official website of Diana region
1. ↑   (PDF). Institut National de la Statistique Madagascar.   [May 23, 2020].
2. ↑  . hdi.globaldatalab.org.   [2018-09-13] （英语）.